# Xysticus wuae
Xysticus wuae är en spindelart som beskrevs av Song och Zhu 1995. Xysticus wuae ingår i släktet Xysticus och familjen krabbspindlar. Inga underarter finns listade i Catalogue of Life.